# 쇼나이정 (후쿠오카현)
쇼나이정(庄内町)은 후쿠오카현 중앙부에 위치했던 정으로, 가호군에 속했다. 
2006년 3월 26일, 인접했던 이즈카시, 가이타정,  호나미정,  지쿠호정과 대등합병, 시로 승격해 이즈카시가 되었다. 정사무소는 현재의 이즈카 시청 쇼나이 지소가 되어 있다

## 역사
- 1889년 4월 1일 - 정촌제 시행에 의해 호나미군 쇼나이촌이 성립하였다.
- 1896년 2월 26일 - 군제 시행에 의해 가호군에 속하게 되었다.
- 1958년 11월 1일 - 정으로 승격해 쇼나이정이 되었다.
- 2006년 3월 26일 - 시로 승격에 의해 이즈카시가 성립, 자치체는 폐지되었다.

## 교통

### 철도
- 규슈 여객철도
  - 고토지 선

### 도로
- 국도 201호선